# دهام بن الهادي بن العاصي الجربا
الشيخ دهام الهادي العاصي بن فرحان الجربا (1890 - 1976) من قبيلة شمر النجدية من فخذ الهضبة من الخرصة من زايدة من زوبع من شمر، يذكر أنها نزحت من نجد إثر القحط الذي أصاب المنطقة في أوائل القرن السابع عشر الميلادي وعرف تاريخياً " بالشحِّ الجاف "، ثم استقرت القبيلة في وسط بادية الشام.[بحاجة لمصدر]

## حياته
ولد دهام في البادية الشرقية السورية، وتربى على يد جده العاصي بن فرحان باشا، الموصوف بشاعر شعراء شمر والبادية الشمالية، الذي علمه أمور الحكم والسياسة وسلّمه قيادة قومه (وتولى زعامة زوبع اخذ من افخاذ شمر العريقة )بعد تقسيم بلاد الشام ما بين فرنسا وبريطانيا، وشجعه على محاربة ذلك التقسيم، ولكن الأخير أخفق في مواجهة القوات البريطانية سنة 1927م، اضطر لقبول اتفاق صلح القامشلي الذي جعل منه رئيس لشمر في سوريا فقط رسميا، والشيخ عجيل الياور رئيس لشمر في العراق فقط، وفي سنة 1928 م أصبح دهام عضوا شبه دائم في البرلمان السوري، ممثل لمنطقته.

## نشاطه السياسي ونفيه
تولى مشيخة قبيلته في أحنك الظروف إبان الاستعمار الفرنسي لسوريا وقد عرض عليه قادة الاستعمار الفرنسي آنذاك أن يكون ملكا على دولة مصطنعة فرفض وأبى التعاون معهم وقاتلهم وعندما أرهق الفرنسيين بثوراته المتعدده، وأثناء زيارته لمعسكر تدريب سري للوطنيين الأحرار في العراق تم إختطافه بناء على وعد شرف بأن يحضر جلسات مفاوضات معهم وذلك في مدينة دير الزور وعندها القوا القبض عليه وتم نفيه إلى بيروت ومن ثم إلى قبرص ومن ثم عكا في فلسطين ومن ثم إلى جزيرة كمران في جنوب اليمن، وعاد من منفاه سنه 1943م، وباشر علي الفور في قيادة قبيلته حتى وافته المنية سنة 1976، في الجزيرة السورية.

## وصلات خارجية
- كتاب - اركان البادية - للدكتور إبراهيم عبد الكريم كريديه - مكتبة نوفل - بيروت - لبنان - الطبعة الأولى 2000م.